# Fukujusô
Fukujuso, también llamada El perfume de la flor de Adonis: Un episodio de Los cuentos de las flores, es una película muda japonesa dirigida por Jirô Kawate y producida en 1935 (en la era Showa). La obra original es la novela Hana monogatari de la escritora Nobuko Yoshiya.

## Proyecciones
En 2008, la película se proyectó en el Centro de Cine del Museo Nacional de Arte Moderno,  entre el 26 de abril y el 14 de mayo, bajo el título Serie Otome Parte 1: Flower Story Fukujuso.
También se proyectó en el 18º Festival Internacional de Cine Gay y Lésbico de Tokio los días 18 y 19 de julio de 2009. En ese momento, la voz fue interpretada en vivo por Ichiro Kataoka y Midori Sawato, mientras que Mie Yanagishita brindó acompañamiento musical.